# Conus macus
Conus macus é uma espécie de gastrópode do gênero Conus, pertencente a família Conidae.